# Pianosonate nr. 29 (Beethoven)
Pianosonate nr. 29 in Bes-majeur, op. 106, is een pianosonate van Ludwig van Beethoven. Hij schreef het stuk gedurende 1817 en 1818. Het stuk is ongeveer 39 minuten lang en is bekend als de Große Sonate für das Hammerklavier of kortweg Hammerklavier. De sonate gold lange tijd als onspeelbaar. De eerste gedocumenteerde publieke uitvoering van het stuk vond pas plaats in 1836 door Franz Liszt in de Salle Erard in Parijs.

## Onderdelen
De sonate bestaat uit vier delen:
1. Allegro
2. Scherzo: Assai vivace
3. Adagio sostenuto
4. Introduzione - Fuga: Allegro risoluto

### Allegro
Dit is het eerste deel van de sonate. Het deel heeft een sonatevorm en opent met fortissimo akkoorden in Bes-majeur, die veel van het eerste thema vormen. Het tweede deel heeft dezelfde serie van akkoorden in G-majeur. De doorwerking begint met een fughetta. In de reprise komt de toonsoort Bes-majeur pas terug als het eerste thema al een tijd bezig is. In het tot pianississimo afzwakkende coda figureren motieven uit het eerste thema boven een orgelpunt. Het deel sluit af met twee fortissimo akkoorden in Bes-majeur. Het stuk duurt circa 9 minuten.

### Scherzo: Assai vivace
Dit is het tweede deel van de sonate. Het stuk begint met een thema dat als parodie op het eerste thema van het eerste deel beschreven is. In het trio gaat het stuk in mineur verder, waarna een presto deel in 2/4 komt. Daarna gaat het stuk terug naar het scherzo, dat gevolgd wordt door een andere maatverandering en coda. Het stuk duurt ongeveer 3 minuten.

### Adagio sostenuto
Dit is het derde deel van de sonate. Het stuk staat vooral in Fis-mineur en heeft een lengte van ongeveer 15 minuten.
Op dit deel heeft Hans van Manen een ballet gemaakt.

### Introduzione - Fuga: Allegro risoluto
Dit is het vierde en laatste deel van de sonate. Het begint met een langzame introductie die als overgang van het derde deel dienstdoet. Het moduleert van d-mineur, naar B-majeur, naar A-majeur en dan naar Bes-majeur voor de fuga. Na de fuga gaat het stuk verder in een lang coda in Bes-majeur. Het eindigt in een cadens. Het stuk duurt ongeveer 12 minuten.